# Zonetoernooi dammen 2000 Europa
Het Europese zonetoernooi dammen 2000 werd in de week van eind februari / begin maart 2000 in Polen gespeeld. De eerste drie aankomenden hadden het recht op deelname aan het volgende wereldkampioenschap dat in Riga was gepland maar uiteindelijk in Moskou werd gespeeld. 
Nummer 1, 2 en 3 werden achtereenvolgens
1. Igor Kirzner ( UKR)
2. Mariusz Adamaszek ( POL)
3. Ronald Schalley ( BEL).

Van hen namen Kirzner en Schalley daadwerkelijk deel aan dat wereldkampioenschap.